# ジョン・アルソップ
ジョン・アルソップ（英: John Alsop、1724年-1794年11月22日）は、アメリカ独立戦争の時のニューヨーク市の商人、政治家である。1774年から1776年までニューヨーク植民地から大陸会議の代表になった。

## 初期の経歴
アルソップの祖父リチャード・アルソップは1650年代にニューヨークに移民してきた。イギリスではオリバー・クロムウェルの軍隊で少佐を務めていたが、護民官クロムウェルと対立した後で無名の者として植民地生活に逃亡した。その息子のジョンはニューヨーク地域の商人になった。ジョン・アルソップはジョンとアビゲイル・サケットのアルソップ夫妻の子供としてニューヨーク植民地オレンジ郡のニューウィンザーで1724年に生まれた。
アルソップは若い時にニューヨーク市に移転し、兄弟のリチャードと共に商業の世界に入った。この兄弟は輸入業者となり、衣類や乾物類を扱った。その事業は繁栄しアルソップ家は数世代にわたってニューヨーク市でも偉大な商家の一つになった。アルソップはニューヨーク植民地議会のニューヨーク郡選出議員に選ばれた。ニューヨーク病院協会を法人化する市民指導者の一人となり、1770年から1784年までその初代会長を務めた。

## 革命
アメリカ独立革命の初期段階で、ニューヨーク植民地議会は大陸会議について態度を決められなかった。その結果大陸会議に送る代表は各郡の革命委員会によって選出された。1774年、アルソップはジェイムズ・デュアン、ジョン・ジェイ、フィリップ・リビングストンおよびアイザック・ローと共に、ロングアイランドからオールバニ郡までの幾つかの郡から指名された。 第一次大陸会議が9月5日に招集されたとき、ジョン・ジェイが彼らを代表することでその信任状が受け入れられた。アルソップは9月14日になってフィラデルフィアに到着し、その後に会議に出席した。
1775年に独立の気運が高まるにつれて、アルソップはニューヨーク市における暫定政府の形になった60人委員会指導者の一人になった。前年10月の大陸会議で署名してきた非輸入合意事項を積極的に支持したが、自分の事業にとっては負担だった。アルソップは民兵の徴集とその装備を整え武装させることに活躍した。ニューヨーク植民地議会は植民地全体にかかる大陸会議を認知しようとしなかったので、アルソップはもう一つの革命ニューヨーク植民地会議議員に選出され、この会議がアルソップを第二次大陸会議に送り出すことになった。
1776年はニューヨークにとっての闘争で重要な年になった。この年の初め、アルソップは大陸会議の会期のためにフィラデルフィアにいた。大陸会議の代理人としてフィラデルフィアとニューヨークの間を数回旅し、その事業を通じて物資、特に大陸軍のための火薬を調達した。ジョージ・ワシントンが5月下旬に大陸会議を訪問した後、アルソップは6月初旬にワシントンと共にニューヨークに戻った。以前の物資問題のために働き続けながら、さらに8,000名の大陸軍兵士のために兵舎を探す仕事が付け加えられた。8月にニュータウンにあったアルソップの家がイギリス軍に占領されると、マンハッタンからその活動を続けた。9月までにイギリス軍はマンハッタンも占領し、アルソップの革命への実質的な貢献は終わった。アルソップはコネチカット植民地のミドルタウンに脱出し、1783年にイギリス軍によるニューヨーク占領が終わるまでそこに留まった。

## 後年
戦後、アルソップは家業の再建のために働き、サイド市民指導者として活動した。1784年と1785年はニューヨーク市の商工会議所会頭を務めた。1786年、アルソップの一人娘メアリーが後のニューヨーク州選出連邦上院議員ルーファス・キング (連邦党員)ルーファス・キングと結婚した。アルソップの男の孫2人も連邦議会議員を務めることになった。アルソップは1794年11月22日にクィーンズ郡ニュータウンの自宅で死に、マンハッタンのトリニティ教会墓地に埋葬されている。